# Амалия (Цвайбрюкен-Биркенфелд)
Мария Амалия Августа (на немски: Maria Amalie Auguste; * 10 май 1752, Манхайм; † 15 ноември 1828, Дрезден) е пфалцграфиня на Пфалц-Цвайбрюкен-Биркенфелд-Бишвайлер от фамилията Вителсбахи и чрез женитба курфюрстстка на Курфюрство Саксония (1769 – 1806) и от 1806 до 1827 г. първата кралица на Саксония и херцогиня на Варшава.

## Биография
Тя е дъщеря на пфалцграф Фридрих Михаел фон Пфалц-Цвайбрюкен (1724 – 1767) и съпругата му Мария Франциска фон Зулцбах (1724 – 1794), дъщеря на принц Йозеф Карл от Пфалц-Зулцбах. Сестра е на баварския крал Максимилиан I Йозеф.
Мария Амалия Августа се омъжва в Дрезден на 29 януари 1769 г. за Фридрих Август I (1750 – 1827), курфюрст на Курфюрство Саксония и от 1806 г. до смъртта си първият крал на Саксония, избран крал на Полша. Наполеон го прокламира за херцог на Варшава. Бракът е хармоничен. Амалия ражда четири деца, от които три мъртвородени, само дъщерята Августа пораства:
- дете (*/† 1771)
- дете (*/† 1775)
- Мария Августа Саксонска (* 21 юни 1782, Дрезден, † 14 март 1863, Дрезден), неомъжена
- дете (*/† 1797)

Амалия умира на 15 ноември 1828 г. на 76 години и е погребана в католическата дворцова църква в Дрезден.